# Pivovar Louny

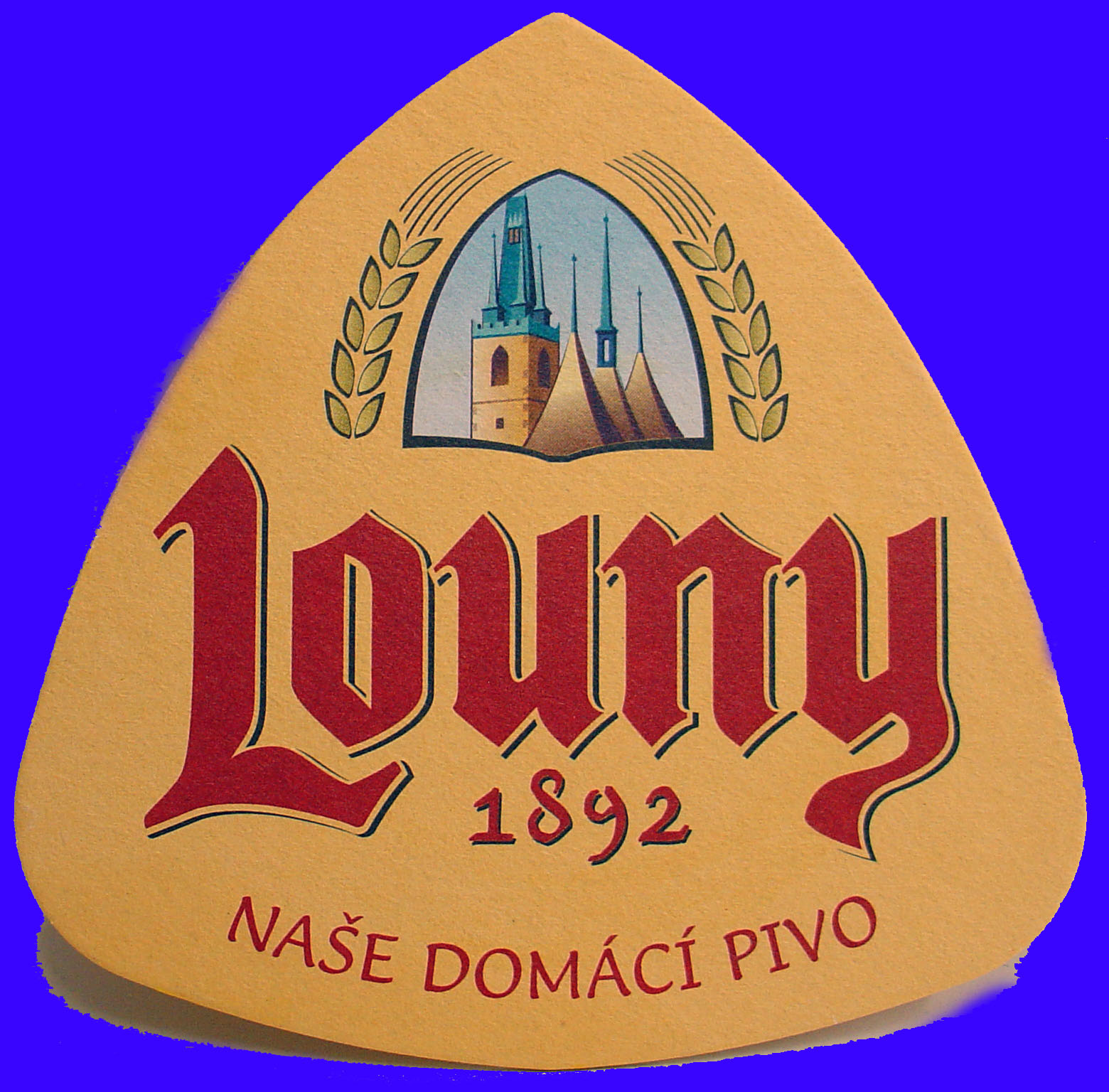
Bierdeckel der Brauerei

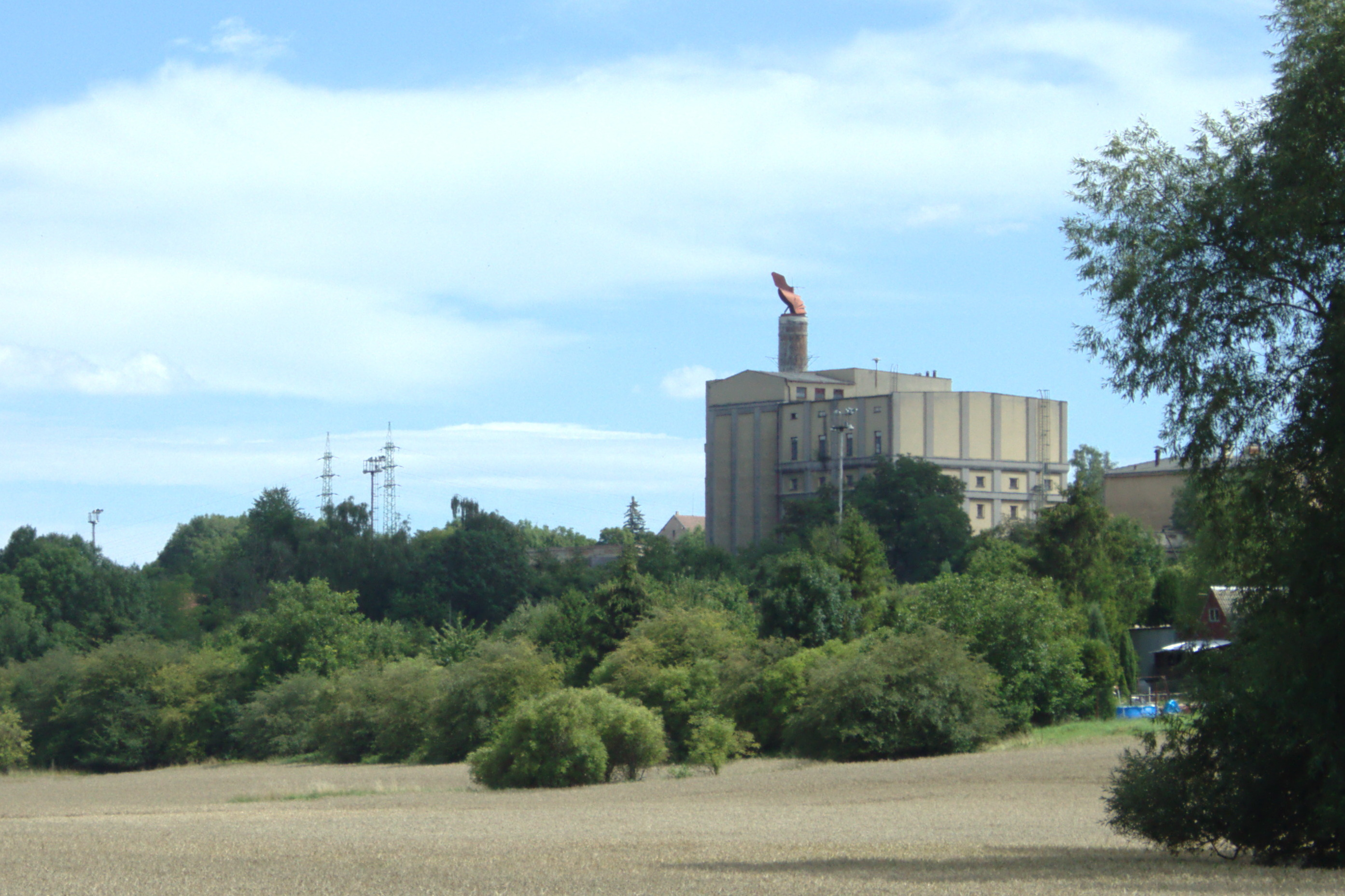
Die ehemalige Brauerei in Louny

Die Brauerei Louny (Pivovar Louny) befand sich in Louny, in der nordböhmischen Region Ústecký kraj.

## Geschichte
Am 20. Juni 1890 erfolgte der erste Spatenstich zur Errichtung der Brauerei. Am 3. November 1892 eröffnete Adolf Joseph Fürst Schwarzenberg die Brauerei als die erste Brauerei in der Monarchie mit künstlicher Kühlung. 1893 erfolgte die Zuteilung der Gaststätte „Na knížecí“ in Prag-Smichov zur Brauerei. 1894 wurde das Pilsner Bier aus der Stadt Louny vollständig verdrängt. 1896 erreichte die Brauerei den ersten Platz unter zehn Schwarzenberger Brauereien. Die Konkurrenz im Gebiet Louny bestand aus den Brauereien in Saaz, Mecholupy, Libočany, Brüx, Komotau, Leitmeritz, Panenský Týnec, Zlonice, Smečno, Roudnice, Bohusovice und Stebno.
1909 erfolgte die Übernahme durch die Brauerei in Panenský Týnec, und sie errichteten das „Exportbüro der Schwarzenbergschen Brauereien“. Der Bierexport nach Hamburg erfolgte unter dem Namen „Fürstlich Pilsner Fürst Schwarzenberg Bräu“. Der Schutzmarke musste immer der Ortsname der Brauerei hinzugefügt werden. 1927 erfolgte der Kauf der konkurrierenden Brauerei in Smecno. 1928 wurde ein neues Malzwerk gebaut und 1931 wurde ein Kartellvertrag mit der Königlichen Brauerei Krušovice beschlossen. 1932 wurde die Brauerei in Budyně nad Ohří gekauft. Die Brauerei wurde anschließend geschlossen und deren Rechte übernommen.
1935 produzierten etwa 320 Brauereien in der Tschechischen Republik. Fürst Jan Nepomuk Schwarzenberg besaß zehn davon mit einem Gesamtausstoß von 238.000 Hektolitern, das entsprach 3,9 Prozent aller Brauereien. Die Brauerei in Louny nahm dabei den 13. Platz im Land ein. Der Ausstoß 1991 betrug 315.000 Hektoliter. 2002 übernahm die Tschechische Getränkegruppe Drinks Union das Unternehmen, 2008 wurde die Brauerei schließlich von Heineken übernommen und Ende 2010 geschlossen. Landwirtschaftlich ist die Stadt und ihre Umgebung (Okres Louny) traditionell bekannt für den Anbau von Hopfen hoher Qualität.